# Lancia Thema (Y9)
Der Lancia Thema ist ein Automobilmodell des italienischen Herstellers Lancia. Die erste Generation wurde von Herbst 1984 bis Sommer 1994 produziert. Dieses Fahrzeug sollte den in die Jahre gekommenen Lancia Beta ablösen und gleichzeitig das Segment der oberen Mittelklasse abdecken, das bisher dem Lancia Gamma vorbehalten war. Ende 1986 folgte noch ein Kombi unter dem Namen Thema Station Wagon. In Kleinserie wurde eine verlängerte Limousine (mit eingesetztem Mittelstück) produziert. Eine zweitürige Version, die die Carrozzeria Boneschi ebenfalls 1986 unter dem Namen Gazella als Prototyp realisiert hatte, fand dagegen keinen Eingang in die Serienproduktion.

## Geschichte
Der im Oktober 1984 eingeführte Lancia Thema (interne Bezeichnung Y9) war zunächst mit dem Fiat Twin-Cam-Motor mit zwei obenliegenden Nockenwellen und zwei Litern Hubraum versehen, der 88 kW (120 PS) leistete. Dieser Motor hatte sich in der Beta-Baureihe über viele Jahre bewährt. Seine Basis wurde vom ehemaligen Ferrari-Konstrukteur Aurelio Lampredi in den 1960er-Jahren für den Fiat 124 entwickelt. Die Laufruhe dieses Vierzylinders wurde ab 1986 mit zwei Ausgleichswellen verbessert, die im Motorblock gegenläufig mit doppelter Kurbelwellendrehzahl rotierten und so die Motorvibrationen reduzierten (Lanchester-Ausgleich).
Die damals noch unabhängigen kleinen Hersteller Saab und Lancia hatten vereinbart, bei der Entwicklung eines Fahrzeuges der oberen Mittelklasse zusammenzuarbeiten, da jeder für sich die Entwicklungskosten kaum hätte tragen können. Das Ergebnis war so vielversprechend, dass Fiat und Alfa Romeo sich ebenfalls an diesem Projekt beteiligten. Das so entstandene Konzept wurde für die Fahrzeuge Saab 9000, Fiat Croma, Alfa Romeo 164 und natürlich den neuen Lancia Thema genutzt. Die Form der Karosserie wurde von Giorgetto Giugiaro und seiner Firma Italdesign gestaltet.
Für außerordentliche Fahrleistungen sorgte kurze Zeit später der Zwei-Liter-Motor mit Turbolader und 124 kW (169 PS). Dazu wurde für den Lancia Thema ein V6-Motor eingeführt, der überwiegend für die Export-Märkte vorgesehen war, da in Italien für Autos mit mehr als zwei Litern Hubraum zusätzliche Steuern bezahlt werden mussten. Es handelte sich hierbei zunächst um den so genannten PRV-Motor, der auch als „Europa-V6“ bezeichnet wurde, da dieses V6-Aggregat eine Gemeinschaftsentwicklung von Peugeot, Renault und Volvo war. Das Triebwerk hatte 2,8 Liter Hubraum und einen Zylinderbankwinkel von 90 Grad.
Ende 1986 wurde dem bis da hin nur als Limousine erhältlichen Thema eine Kombivariante mit dem Zusatznamen Station Wagon zur Seite gestellt. Er wurde von Pininfarina gestaltet.

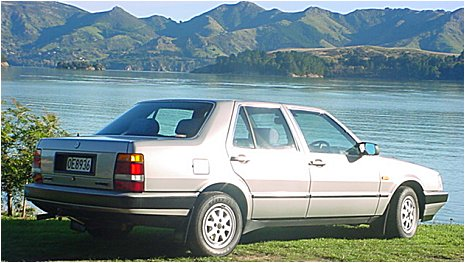
Heckansicht
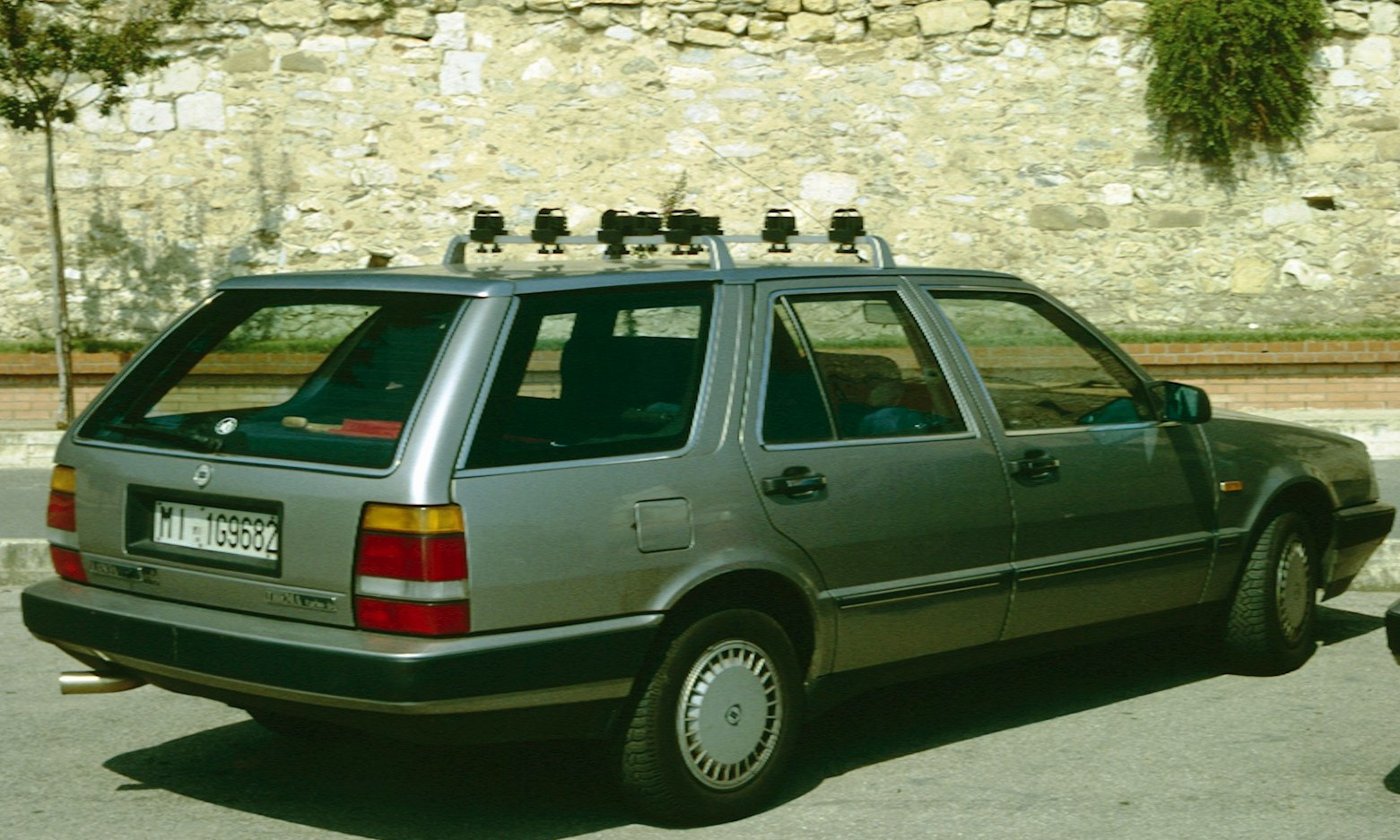
Lancia Thema Station Wagon (1986–1988)

### Modellpflege

#### 1988

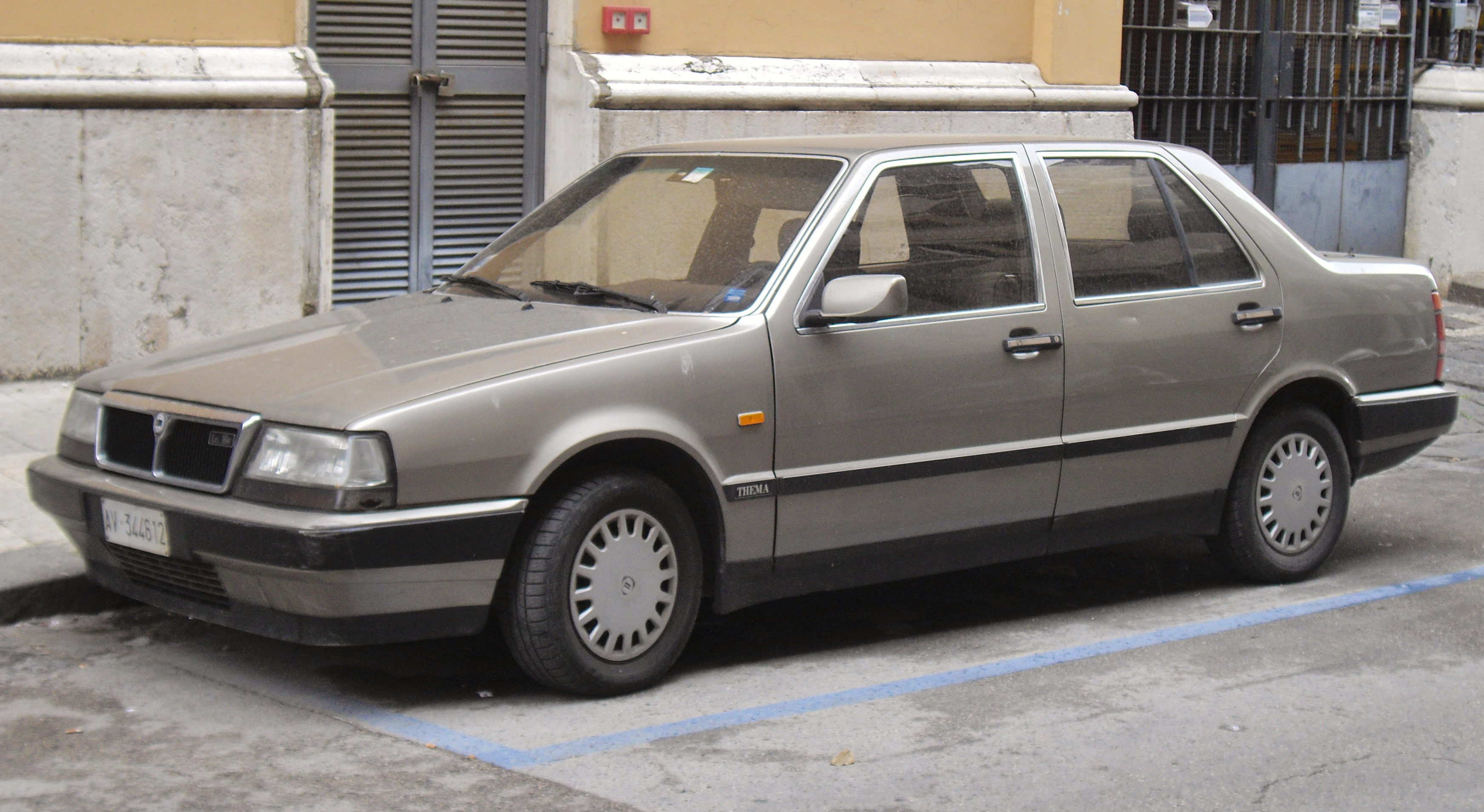
Lancia Thema i. e. 16V (1988–1992)

Im September 1988 wurde der Thema optisch sowie technisch aufgefrischt.
Äußerlich saßen die bisher seitlich angebrachten Blinker nun unter den Scheinwerfern und der Kühlergrill wurde ausgeprägter in die Front integriert.
Unter der Motorhaube hielten Neuerungen wie die Vierventil-Technik Einzug. Im Februar 1989 erschien ein 104 kW (141 PS) leistender 2-Liter-Motor (2000 i. e. 16V), mit dem der Thema Station Wagon in 11,4 Sekunden von 0 auf 100 km/h beschleunigte und eine Höchstgeschwindigkeit von 200 km/h erreichte. Zur Serienausstattung gehörten außer ABS und geregeltem Drei-Wege-Katalysator mit Lambda-Sonde sowie Aktiv-Kohlefilter ein höhenverstellbares Lenkrad, Servolenkung, elektrische Fensterheber vorn, elektrisch verstellbare und beheizte Außenspiegel, Colorverglasung, Zentralverriegelung und eine asymmetrisch geteilte Rückbank.

#### 1992

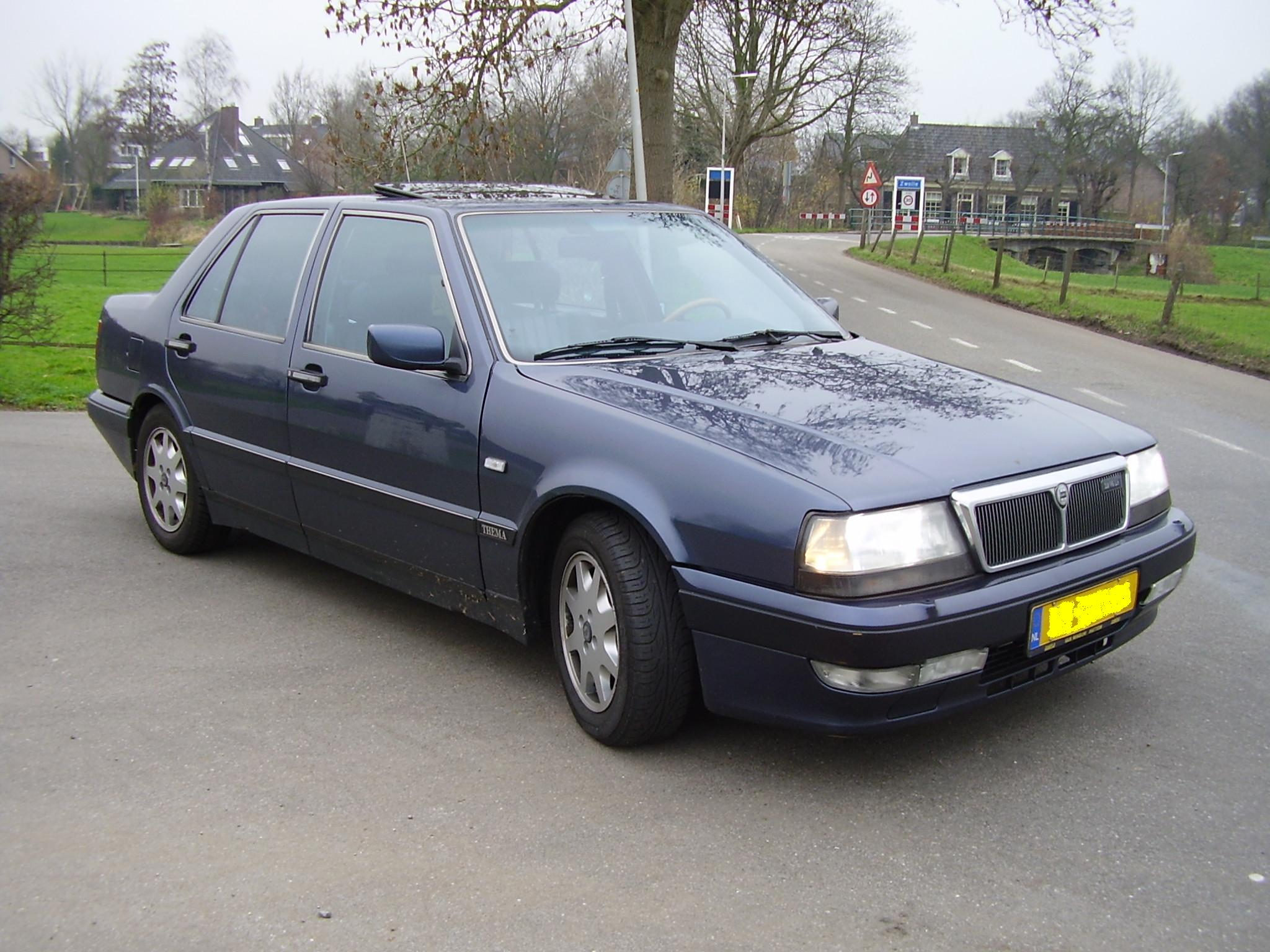
Lancia Thema 3.0 V6 (1992–1994)

Die dritte und zugleich letzte Serie wurde im September 1992 nochmals mit optischen und technischen Neuerungen versehen. Es wurde ein 2,0-Liter-Motor mit VIS (Variable Induction System) zur Verbesserung des Drehmomentverlaufes im unteren Drehzahlbereich eingeführt. In der Länge variable Ansaugkanäle machten diesen Vorteil möglich.
Mit der Überarbeitung wurde der PRV-V6 durch einen konzerneigenen 3,0-l-V6 von Alfa Romeo mit 128 kW (174 PS) ersetzt. Dieser Motor wurde für den Einsatz im Lancia Thema durch geringere Fertigungstoleranzen laufruhiger. Der Innenraum gewann durch Einlagen aus afrikanischem Rosenholz in der Mittelkonsole und den Türen sowie Sitzbezüge aus Leder oder der Microfaser Alcantara eine bessere Ausstattung.

## Thema 8.32
Die enge Verbundenheit zwischen Ferrari und Lancia zieht sich durch die gesamte italienische Automobilgeschichte und führte im Jahre 1986 zum Lancia Thema 8.32 mit einem Achtzylindermotor von Ferrari.
Der Motor stammte aus dem 308 GTB Quattrovalvole mit 32 Ventilen. Für den Einsatz im Lancia Thema wurde dieser Motor überarbeitet (90-Grad-Versatz der Kurbelwellenzapfen, dadurch besserer Massenausgleich und ruhiger Motorlauf). Er sollte dem Einsatz in einer Limousine gerecht werden. Enzo Ferrari willigte allerdings nicht ein, diesen Lancia unter der Bezeichnung „Lancia-Ferrari“ zu vermarkten. Äußerlich unterschied sich dieser Lancia Thema durch einen aus Edelstahl und Aluminium gefertigten Kühlergrill und Räder mit fünf Speichen im Ferrari-Design mit fünf Befestigungslöchern. Ein roter und ein gelber handgemalter Zierstreifen in Höhe der Gürtellinie und die Besonderheit, einen Heckflügel elektrisch aus dem Kofferraumdeckel ausfahren zu können, wiesen diesen Lancia als das Topmodell der Baureihe aus.
Der Innenraum war mit Leder oder Alcantara von Poltrona Frau und Wurzelholz ausgekleidet. Dazu gab es ein elektrisch verstellbares Fahrwerk und auf Wunsch verstellbare Einzelsitze hinten.
Von Sommer 1987 bis Ende 1988 wurde in Deutschland die erste Serie des 8.32 ohne Katalysator mit 158 kW (215 PS) verkauft, danach folgte bis Mitte 1992 die zweite Serie mit Katalysator und 151 kW (205 PS). In der Schweiz gab es die erste Serie ohne Katalysator nicht. Hier wurde er von Anfang an mit Abgasreinigung angeboten. Der Neupreis eines Lancia Thema 8.32 lag bei 86.000 DM (erste Serie) und 110.000 DM (zweite Serie).
Es wurden insgesamt nur 3284 Fahrzeuge gebaut, davon sind 32 Stück eine Sonderedition im originalen Rosso Corsa („Renn-Rot“).

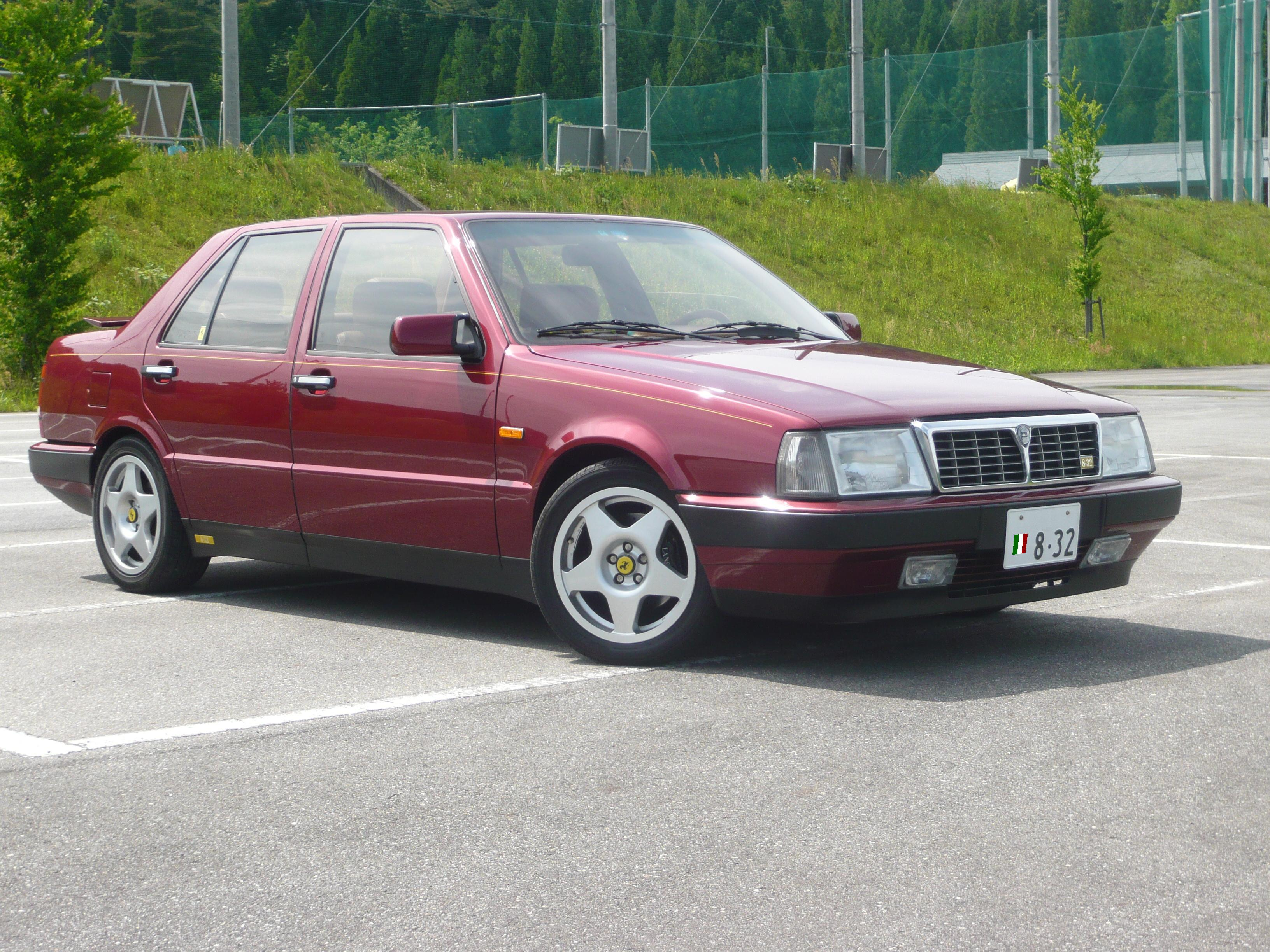
Lancia Thema 8.32 (1987–1988)
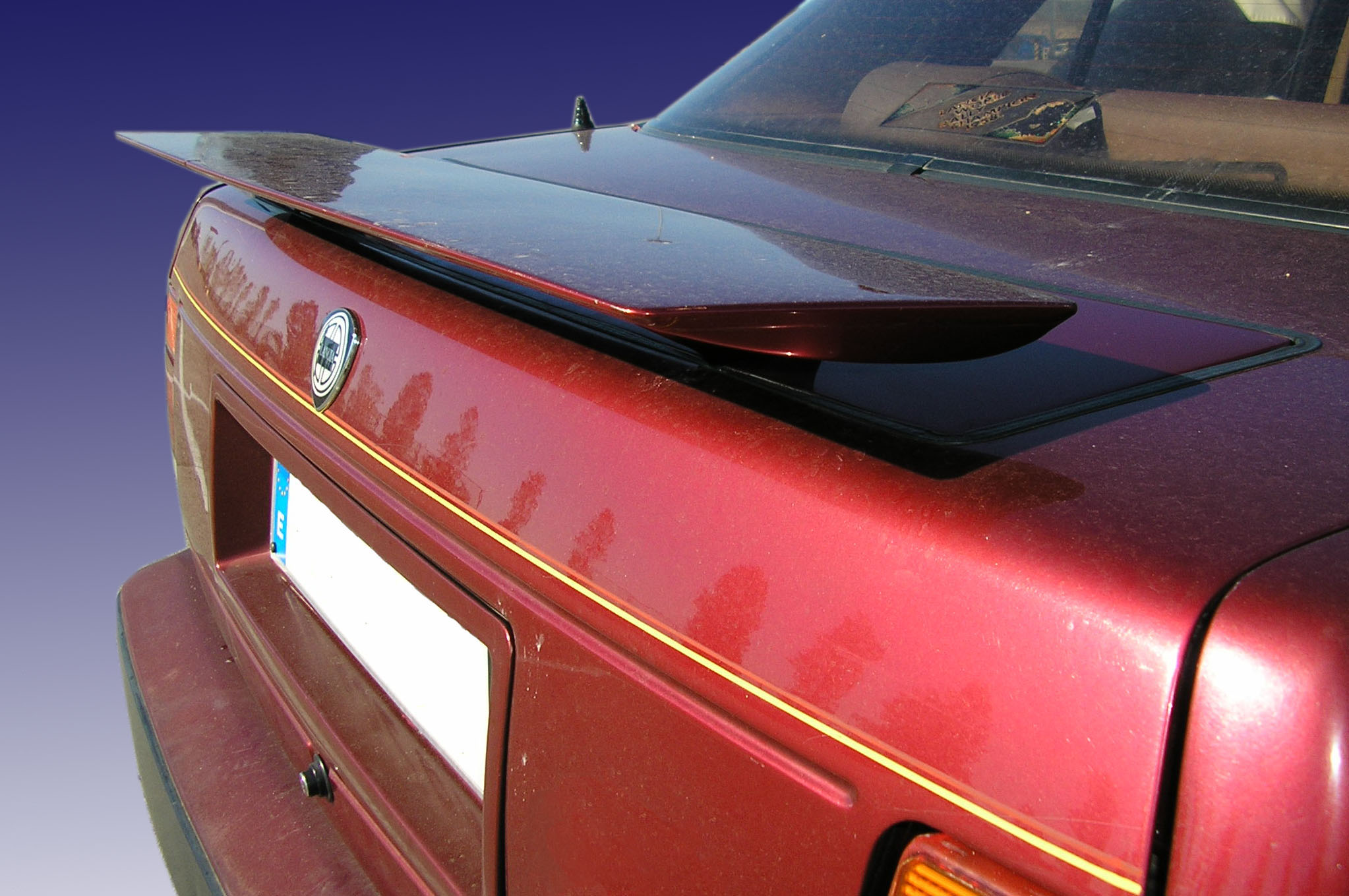
Ausfahrbarer Heckspoiler
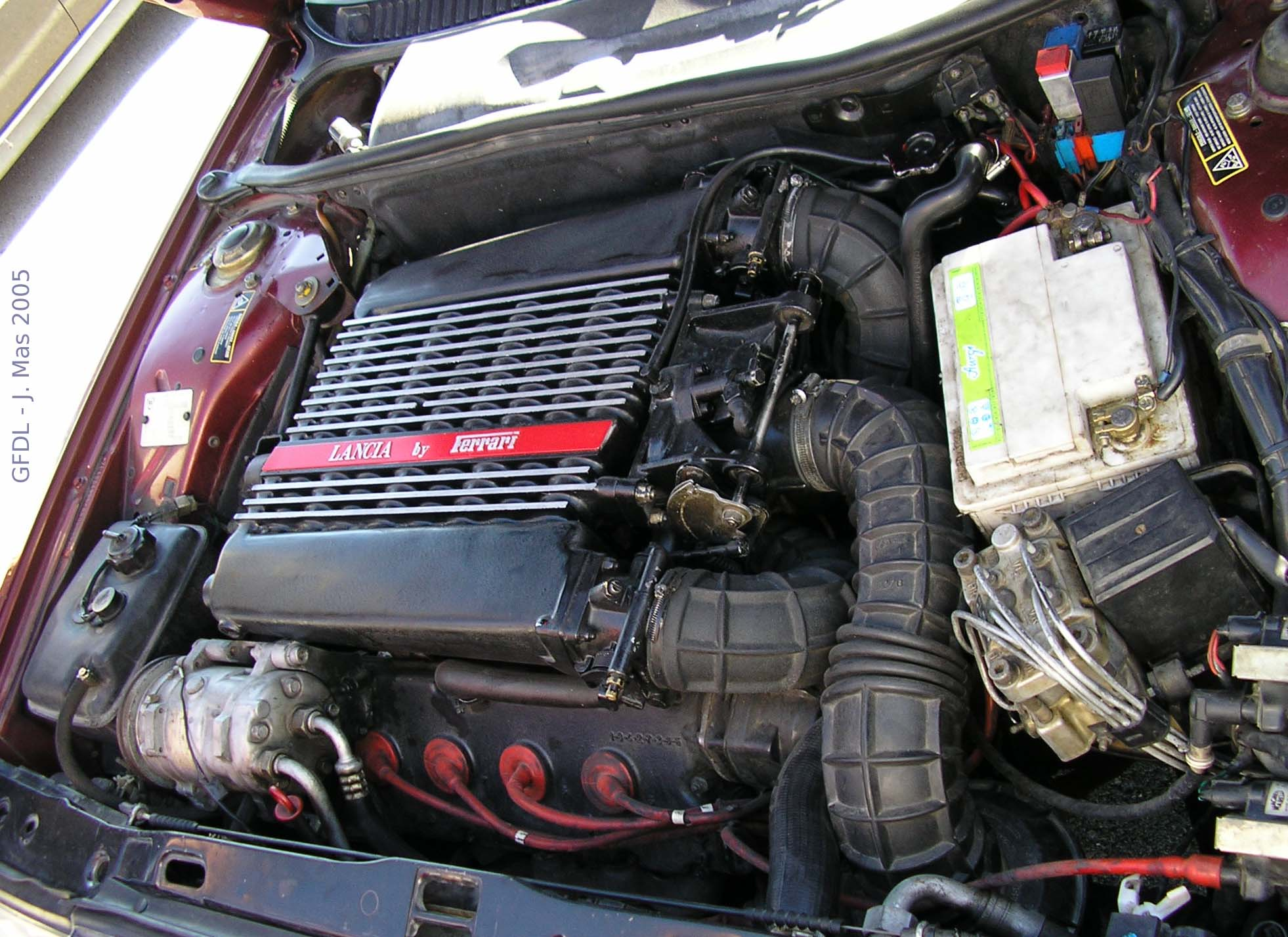
Motorraum

## Motoren
Die Motoren des Thema stammen aus der Fiat-Motoren-Serie von Aurelio Lampredi. Die 2,0-l-Reihenvierzylinder-Ottomotoren waren mit oder ohne Turbolader erhältlich. Frühere Thema-Modelle wurden auch mit einem in Zusammenarbeit mit Peugeot, Renault und Volvo entwickelten 2,9-l-V6-Motor angeboten. Dieser Motor wurde im Herbst 1992 durch einen 3,0-l-V6-Motor von Alfa Romeo ersetzt.
| Model                | Hubraum  | Leistung                     | Drehmoment          | Vmax     | 0–100 km/h | Bauzeit         |
| Benziner             | Benziner | Benziner                     | Benziner            | Benziner | Benziner   | Benziner        |
| -------------------- | -------- | ---------------------------- | ------------------- | -------- | ---------- | --------------- |
| 2000 i. e. 8V        | 1995 cm³ | 88 kW (120 PS) bei 5250/min  | 170 Nm bei 3300/min | 195 km/h | 9,7 s      | 10/1984–09/1988 |
| 2000 i. e. 8V        | 1995 cm³ | 83 kW (113 PS) bei 5600/min  | 162 Nm bei 4000/min | 191 km/h | 10,4 s     | 03/1987–09/1988 |
| 2000 i. e. 8V        | 1995 cm³ | 85 kW (115 PS) bei 5600/min  | 162 Nm bei 4000/min | 195 km/h | 11,4 s     | 09/1988–05/1992 |
| 2000 i. e. 16V       | 1995 cm³ | 108 kW (147 PS) bei 6000/min | 173 Nm bei 4000/min | 205 km/h | 10,4 s     | 05/1988–09/1992 |
| 2000 i. e. 16V       | 1995 cm³ | 104 kW (141 PS) bei 6000/min | 173 Nm bei 4000/min | 202 km/h | 10,4 s     | 02/1989–05/1992 |
| 2000 i. e. 16V       | 1995 cm³ | 112 kW (152 PS) bei 6500/min | 178 Nm bei 3500/min | 205 km/h | 10,1 s     | 09/1992–07/1994 |
| 2000 i. e. Turbo 8V  | 1995 cm³ | 122 kW (165 PS) bei 5500/min | 290 Nm bei 2750/min | 218 km/h | 7,2 s      | 10/1984–12/1987 |
| 2000 i. e. Turbo 8V  | 1995 cm³ | 110 kW (150 PS) bei 5500/min | 245 Nm bei 2700/min | 210 km/h | 7,9 s      | 07/1986–05/1990 |
| 2000 i. e. Turbo 16V | 1995 cm³ | 132 kW (180 PS) bei 5500/min | 270 Nm bei 2500/min | 222 km/h | 8,0 s      | 12/1988–06/1990 |
| 2000 i. e. Turbo 16V | 1995 cm³ | 148 kW (201 PS) bei 5750/min | 298 Nm bei 3750/min | 230 km/h | 7,2 s      | 09/1992–07/1994 |
| 2850 V6 i. e. (12V)  | 2849 cm³ | 110 kW (150 PS) bei 5250/min | 245 Nm bei 2700/min | 208 km/h | 8,2 s      | 10/1984–09/1988 |
| 2850 V6 i. e. (12V)  | 2849 cm³ | 110 kW (150 PS) bei 5000/min | 225 Nm bei 3500/min | 205 km/h | 8,4 s      | 09/1988–05/1992 |
| 3000 V6 12V          | 2959 cm³ | 128 kW (174 PS) bei 5500/min | 245 Nm bei 4500/min | 220 km/h | 8,1 s      | 09/1992–07/1994 |
| V8 32V (8.32)        | 2927 cm³ | 158 kW (215 PS) bei 6750/min | 285 Nm bei 4500/min | 240 km/h | 6,8 s      | 09/1987–05/1989 |
| V8 32V (8.32)        | 2927 cm³ | 151 kW (205 PS) bei 6750/min | 263 Nm bei 5000/min | 235 km/h | 7,2 s      | 09/1988–05/1992 |
| Diesel               |          |                              |                     |          |            |                 |
| 2500 Turbo D         | 2445 cm³ | 74 kW (101 PS) bei 4100/min  | 217 Nm bei 2300/min | 185 km/h | 11,9 s     | 10/1984–09/1988 |
| 2500 Turbo DS        | 2499 cm³ | 85 kW (115 PS) bei 3900/min  | 245 Nm bei 2200/min | 195 km/h | 11,0 s     | 09/1988–05/1992 |
| 2500 Turbo DS        | 2499 cm³ | 85 kW (115 PS) bei 4100/min  | 245 Nm bei 2400/min | 195 km/h | 11,5 s     | 05/1992–07/1994 |

## Bedeutung
Der Thema war eines der erfolgreicheren Lancia-Modelle und wurde sowohl für italienische Politiker wie auch von ausländischen Regierungen als Staatskarosse eingesetzt. Er bescherte Lancia zudem wieder eine bedeutsame Stellung in der Produktion großer Limousinen. Dieser Erfolg hatte auch technische Ursachen, so beschleunigte der Lancia Thema i. e. von 0 auf 60 mph in 9,7 Sekunden, also eine weniger als der BMW 520i und verbrauchte bei jeder Geschwindigkeit weniger als ein Audi 100CD.
Das im August 1994 präsentierte Nachfolgemodell Kappa erhielt wieder einen Namen nach dem griechischen Alphabet und wurde erstmals seit der Einstellung des Gamma auch wieder als Coupé angeboten. Auf diesen folgte nach einer kurzen Pause im März 2002 der recht erfolglose Thesis. Im Herbst 2011 wurde im Zuge der Kooperation der Marken Lancia und Chrysler der Chrysler 300 als neuer Lancia Thema eingeführt, der in den USA weiterhin als Chrysler 300 angeboten wurde.

## Technische Daten
| Lancia Thema                              | Lancia Thema | Lancia Thema | Lancia Thema | Lancia Thema | Lancia Thema |
| Lancia Thema:                             | 2000 i. e. | 2000 16V | 2000 Turbo 16V | 3000 V6 | 3000 V6 Automatik |
| ----------------------------------------- | --- | --- | --- | --- | --- |
| Motor:                                    | 4-Zylinder-Reihenmotor, vorne quer, mit gegenl. Ausgleichswelle                                                                  | 4-Zylinder-Reihenmotor, vorne quer, mit gegenl. Ausgleichswelle                                                                  | 4-Zylinder-Reihenmotor, vorne quer, mit gegenl. Ausgleichswelle                                                                  | 6-Zylinder, 60 Grad-V-Stellung, vorn quer                                                                                        | 6-Zylinder, 60 Grad-V-Stellung, vorn quer                                                                                        |
| Ventile pro Zylinder:                     | 4 | 4 | 4 | 2 | 2 |
| Hubraum:                                  | 1995 cm³ | 1995 cm³ | 1995 cm³ | 2959 cm³ | 2959 cm³ |
| Verdichtungsverhältnis:                   | 10,35:1 | 10,3:1 | 8:1 | 9,5 : 1 | 9,5 : 1 |
| Leistung bei 1/min:                       | 85 kW (115 PS) bei 5600 | 112 kW (152 PS) bei 6500 | 148 kW (201 PS) bei 5750 | 126 kW (171 PS) bei 5500 | 126 kW (171 PS) bei 5500 |
| Max. Drehmoment bei 1/min:                | 162 Nm bei 4000 | 178 Nm bei 3500 | 298 Nm bei 3750 | 245 Nm bei 4500 | 245 Nm bei 4500 |
| Gemischaufbereitung:                      | elektron. Einspritzung Bosch Motronic M1.7                                                                                       | über Motronic gesteuertes Variable Induction System (V.I.S), elektron. Einspritzung Bosch Motronic M1.7                          | Aufladung mittels Turbolader T3 von Garrett mit Ladeluftkühler und Overboost, elektron. Einspritzung Bosch Motronic M2.7         | elektron. Einspritzung Bosch Motronic M1.7                                                                                       | elektron. Einspritzung Bosch Motronic M1.7                                                                                       |
| Abgaskontrolle:                           | geregelter Dreiwege-Katalysator mit Lambdasonde und Kraftstoff-Verdunstungs-Rückhaltesystem (Aktivkohlefilter)                   | geregelter Dreiwege-Katalysator mit Lambdasonde und Kraftstoff-Verdunstungs-Rückhaltesystem (Aktivkohlefilter)                   | geregelter Dreiwege-Katalysator mit Lambdasonde und Kraftstoff-Verdunstungs-Rückhaltesystem (Aktivkohlefilter)                   | geregelter Dreiwege-Katalysator mit Lambdasonde und Kraftstoff-Verdunstungs-Rückhaltesystem (Aktivkohlefilter)                   | geregelter Dreiwege-Katalysator mit Lambdasonde und Kraftstoff-Verdunstungs-Rückhaltesystem (Aktivkohlefilter)                   |
| Kraftübertragung:                         | Vorderradantrieb, hydraulische Einscheiben-Trockenkupplung, 5-Gang-Schaltgetriebe (Automatik: 4-Stufen-Automatikgetriebe von ZF) | Vorderradantrieb, hydraulische Einscheiben-Trockenkupplung, 5-Gang-Schaltgetriebe (Automatik: 4-Stufen-Automatikgetriebe von ZF) | Vorderradantrieb, hydraulische Einscheiben-Trockenkupplung, 5-Gang-Schaltgetriebe (Automatik: 4-Stufen-Automatikgetriebe von ZF) | Vorderradantrieb, hydraulische Einscheiben-Trockenkupplung, 5-Gang-Schaltgetriebe (Automatik: 4-Stufen-Automatikgetriebe von ZF) | Vorderradantrieb, hydraulische Einscheiben-Trockenkupplung, 5-Gang-Schaltgetriebe (Automatik: 4-Stufen-Automatikgetriebe von ZF) |
| Radaufhängung vorn:                       | MacPherson-Federbeine mit unteren Querlenkern, Torsionsstabilisator                                                              | MacPherson-Federbeine mit unteren Querlenkern, Torsionsstabilisator                                                              | MacPherson-Federbeine mit unteren Querlenkern, Torsionsstabilisator                                                              | MacPherson-Federbeine mit unteren Querlenkern, Torsionsstabilisator                                                              | MacPherson-Federbeine mit unteren Querlenkern, Torsionsstabilisator                                                              |
| Radaufhängung hinten:                     | MacPherson-Federbeine mit Querlenkern, Torsionsstabilisator, beidseitig mit Längslenkern verbunden                               | MacPherson-Federbeine mit Querlenkern, Torsionsstabilisator, beidseitig mit Längslenkern verbunden                               | MacPherson-Federbeine mit Querlenkern, Torsionsstabilisator, beidseitig mit Längslenkern verbunden                               | MacPherson-Federbeine mit Querlenkern, Torsionsstabilisator, beidseitig mit Längslenkern verbunden                               | MacPherson-Federbeine mit Querlenkern, Torsionsstabilisator, beidseitig mit Längslenkern verbunden                               |
| Lenkung:                                  | Zahnstangenlenkung, hydraulisch unterstützt, 10,6 m Wendekreis                                                                   | Zahnstangenlenkung, hydraulisch unterstützt, 10,6 m Wendekreis                                                                   | Zahnstangenlenkung, hydraulisch unterstützt, 10,6 m Wendekreis                                                                   | Zahnstangenlenkung, hydraulisch unterstützt, 10,6 m Wendekreis                                                                   | Zahnstangenlenkung, hydraulisch unterstützt, 10,6 m Wendekreis                                                                   |
| Bremsanlage:                              | Scheiben vorne innenbelüftet 284 mm (2.0 i. e. und 2.0 16V: 257 mm innenbelüftet), Scheiben hinten 251 mm                        | Scheiben vorne innenbelüftet 284 mm (2.0 i. e. und 2.0 16V: 257 mm innenbelüftet), Scheiben hinten 251 mm                        | Scheiben vorne innenbelüftet 284 mm (2.0 i. e. und 2.0 16V: 257 mm innenbelüftet), Scheiben hinten 251 mm                        | Scheiben vorne innenbelüftet 284 mm (2.0 i. e. und 2.0 16V: 257 mm innenbelüftet), Scheiben hinten 251 mm                        | Scheiben vorne innenbelüftet 284 mm (2.0 i. e. und 2.0 16V: 257 mm innenbelüftet), Scheiben hinten 251 mm                        |
| Reifen und Felgen:                        | 185/65 HR 14 auf 5 1/2J×14" | 185/65 HR 14 auf 5 1/2J×14" | 195/60 VR 15 auf 6J×15" Leichtmetall                                                                                             | 205/55 ZR 15 auf 6J×15" Leichtmetall                                                                                             | 195/60 VR 15 auf 6J×15" Leichtmetall                                                                                             |
| Sitzplätze:                               | 5 | 5 | 5 | 5 | 5 |
| Länge/Breite/Höhe:                        | 4605/1752/1435 mm | 4605/1752/1435 mm | 4605/1752/1435 mm | 4605/1752/1435 mm | 4605/1752/1435 mm |
| Radstand:                                 | 2660 mm | 2660 mm | 2660 mm | 2660 mm | 2660 mm |
| Leergewicht/zul. Gesamtgewicht:           | 1218/1750 kg | 1278/1800 kg | 1335/1830 kg | 1384/1895 kg | 1349/1860 kg |
| Kofferraumvolumen:                        | 550–1000 l | 550–1000 l | 550–1000 l | 550–1000 l | 550–1000 l |
| Tankvolumen:                              | 65 l | 65 l | 65 l | 65 l | 65 l |
| Kraftstoff:                               | Super bleifrei (ROZ 95) | Super bleifrei (ROZ 95) | Super bleifrei (ROZ 95) | Super bleifrei (ROZ 95) | Super bleifrei (ROZ 95) |
| Höchstgeschwindigkeit:                    | 190 km/h | 205 km/h | 230 km/h | 220 km/h | 215 km/h |
| Beschleunigung 0–100 km/h:                | 10,4 s | 10,1 s | 7,2 s | 8,1 s | 9,3 s |
| Verbrauch (Liter/100 km) nach DIN 7003-1: | | | | | |
| bei 90 km/h:                              | 6,5 l | 7,1 l | 7,2 l | 7,7 l | 8,0 l |
| bei 120 km/h:                             | 8,5 l | 8,9 l | 9,1 l | 9,7 l | 10,4 l |
| Stadtverkehr:                             | 10,0 l | 11,9 l | 11,2 l | 15,2 l | 15,6 l |

| Lancia Thema SW                           | Lancia Thema SW | Lancia Thema SW | Lancia Thema SW | Lancia Thema SW |
| Lancia Thema SW:                          | 2000 16V | 2000 Turbo 16V | 3000 V6 | 3000 V6 Automatik |
| ----------------------------------------- | --- | --- | --- | --- |
| Motor:                                    | 4-Zylinder-Reihenmotor, vorne quer, mit zwei Ausgleichswellen                                                                    | 4-Zylinder-Reihenmotor, vorne quer, mit zwei Ausgleichswellen                                                                    | 6-Zylinder, 60 Grad-V-Stellung, vorn quer                                                                                        | 6-Zylinder, 60 Grad-V-Stellung, vorn quer                                                                                        |
| Ventile pro Zylinder:                     | 4 | 4 | 2 | 2 |
| Hubraum:                                  | 1995 cm³ | 1995 cm³ | 2959 cm³ | 2959 cm³ |
| Verdichtungsverhältnis:                   | 10,3:1 | 8:1 | 9,5:1 | 9,5:1 |
| Leistung bei 1/min:                       | 112 kW (152 PS) bei 6500 | 148 kW (201 PS) bei 5750 | 126 kW (171 PS) bei 5500 | 126 kW (171 PS) bei 5500 |
| Max. Drehmoment bei 1/min:                | 178 Nm bei 3500 | 298 Nm bei 3750 | 245 Nm bei 4500 | 245 Nm bei 4500 |
| Gemischaufbereitung:                      | über Motronic gesteuertes Variable Induction System (V.I.S), elektron. Einspritzung Bosch Motronic M1.7                          | Aufladung mittels Turbolader T3 von Garrett mit Ladeluftkühler und Overboost, elektron. Einspritzung Bosch Motronic M2.7         | elektron. Einspritzung Bosch Motronic M1.7                                                                                       | elektron. Einspritzung Bosch Motronic M1.7                                                                                       |
| Abgaskontrolle:                           | geregelter Dreiwege-Katalysator mit Lambdasonde und Kraftstoff-Verdunstungs-Rückhaltesystem (Aktivkohlefilter)                   | geregelter Dreiwege-Katalysator mit Lambdasonde und Kraftstoff-Verdunstungs-Rückhaltesystem (Aktivkohlefilter)                   | geregelter Dreiwege-Katalysator mit Lambdasonde und Kraftstoff-Verdunstungs-Rückhaltesystem (Aktivkohlefilter)                   | geregelter Dreiwege-Katalysator mit Lambdasonde und Kraftstoff-Verdunstungs-Rückhaltesystem (Aktivkohlefilter)                   |
| Kraftübertragung:                         | Vorderradantrieb, hydraulische Einscheiben-Trockenkupplung, 5-Gang-Schaltgetriebe (Automatik: 4-Stufen-Automatikgetriebe von ZF) | Vorderradantrieb, hydraulische Einscheiben-Trockenkupplung, 5-Gang-Schaltgetriebe (Automatik: 4-Stufen-Automatikgetriebe von ZF) | Vorderradantrieb, hydraulische Einscheiben-Trockenkupplung, 5-Gang-Schaltgetriebe (Automatik: 4-Stufen-Automatikgetriebe von ZF) | Vorderradantrieb, hydraulische Einscheiben-Trockenkupplung, 5-Gang-Schaltgetriebe (Automatik: 4-Stufen-Automatikgetriebe von ZF) |
| Radaufhängung vorn:                       | MacPherson-Einzelradaufhängung mit unteren Querlenkern, Torsionsstabilisator                                                     | MacPherson-Einzelradaufhängung mit unteren Querlenkern, Torsionsstabilisator                                                     | MacPherson-Einzelradaufhängung mit unteren Querlenkern, Torsionsstabilisator                                                     | MacPherson-Einzelradaufhängung mit unteren Querlenkern, Torsionsstabilisator                                                     |
| Radaufhängung hinten:                     | MacPherson-Einzelradaufhängung an Querlenkern, Torsionsstabilisator, beidseitig mit Längslenkern verbunden.                      | MacPherson-Einzelradaufhängung an Querlenkern, Torsionsstabilisator, beidseitig mit Längslenkern verbunden.                      | MacPherson-Einzelradaufhängung an Querlenkern, Torsionsstabilisator, beidseitig mit Längslenkern verbunden.                      | MacPherson-Einzelradaufhängung an Querlenkern, Torsionsstabilisator, beidseitig mit Längslenkern verbunden.                      |
| Lenkung:                                  | Zahnstangenlenkung, hydraulisch unterstützt, 10,6 m Wendekreis                                                                   | Zahnstangenlenkung, hydraulisch unterstützt, 10,6 m Wendekreis                                                                   | Zahnstangenlenkung, hydraulisch unterstützt, 10,6 m Wendekreis                                                                   | Zahnstangenlenkung, hydraulisch unterstützt, 10,6 m Wendekreis                                                                   |
| Bremsanlage:                              | Scheiben vorne innenbelüftet 284 mm (2.0 16V: 257 mm innenbelüftet), Scheiben hinten 251 mm                                      | Scheiben vorne innenbelüftet 284 mm (2.0 16V: 257 mm innenbelüftet), Scheiben hinten 251 mm                                      | Scheiben vorne innenbelüftet 284 mm (2.0 16V: 257 mm innenbelüftet), Scheiben hinten 251 mm                                      | Scheiben vorne innenbelüftet 284 mm (2.0 16V: 257 mm innenbelüftet), Scheiben hinten 251 mm                                      |
| Reifen und Felgen:                        | 185/70 HR 14 auf 5 1/2J×14" | 205/55 ZR 15 auf 6J×15" Leichtmetall                                                                                             | 195/60 VR 15 auf 6J×15" Leichtmetall                                                                                             | 195/60 VR 15 auf 6J×15" Leichtmetall                                                                                             |
| Sitzplätze:                               | 5 | 5 | 5 | 5 |
| Länge/Breite/Höhe:                        | 4605/1752/1435 mm | 4605/1752/1435 mm | 4605/1752/1435 mm | 4605/1752/1435 mm |
| Radstand:                                 | 2660 mm | 2660 mm | 2660 mm | 2660 mm |
| Leergewicht/zul. Gesamtgewicht:           | 1338/1960 kg | 1405/2000 kg | 1405/2000 kg | 1419/2030 kg |
| Kofferraumvolumen:                        | 440–1600 l | 440–1600 l | 440–1600 l | 440–1600 l |
| Tankvolumen:                              | 65 l | 65 l | 65 l | 65 l |
| Kraftstoff:                               | Super bleifrei (ROZ 95) | Super bleifrei (ROZ 95) | Super bleifrei (ROZ 95) | Super bleifrei (ROZ 95) |
| Höchstgeschwindigkeit:                    | 198 km/h | 220 km/h | 210 km/h | 207 km/h |
| Beschleunigung 0–100 km/h:                | 11,4 s | 7,6 s | 8,6 s | 10,3 s |
| Verbrauch (Liter/100 km) nach DIN 7003-1: | | | | |
| bei 90 km/h:                              | 7,4 l | 7,5 l | 7,9 l | 8,3 l |
| bei 120 km/h:                             | 9,1 l | 9,8 l | 9,9 l | 10,9 l |
| Stadtverkehr:                             | 11,9 l | 11,4 l | 14,9 l | 15,9 l |